# Charles Tilston Bright
Pour les articles homonymes, voir Tilston et Bright.
Sir Charles Tilston Bright (8 juin 1832 - 3 mai 1888) est un ingénieur électricien britannique qui a supervisé la pose du premier câble télégraphique transatlantique en 1858, pour lequel il est fait chevalier.

## Biographie
Né le 8 juin 1832 à Wanstead, comté d'Essex, Charles Tilston Bright est formé à la Merchant Taylors' School.
À l'âge de quinze ans, il devient commis pour l'Electric Telegraph Company et, comme son talent pour l'électrotechnique est devenu évident, il est nommé ingénieur à la Magnetic Telegraph company en 1852. Il supervise la pose de lignes électriques dans les îles britanniques, notamment, en 1853, le premier câble télégraphique entre l'Écosse et l'Irlande, de Portpatrick à Donaghadee, alors âgé seulement de 21 ans. Ce travail et la pose réussie d'autres câbles sous-marins suggèrent à d'autres qu'il pourrait être possible d'installer un câble traversant l'Atlantique d'Irlande jusqu'à Terre-Neuve. Se joignant à Cyrus West Field et John Watkins Brett, ils fondèrent ensemble l'Atlantic Telegraph Company en 1856. En tant qu'ingénieur en chef, il a pour fonction de superviser le développement du câble transatlantique. Wildman Whitehouse (en) les rejoint rapidement en tant qu'électricien en chef. Samuel Canning participe aux travaux à bord du HMS Agamemnon.
Après deux tentatives infructueuses en août 1857 et trois autres en juin 1858, Bright et les ouvriers réussissent à compléter l'installation du premier câble électrique traversant l'Atlantique de la baie de Trinity à Terre-Neuve, à l'île de Valentia en Irlande, le 5 août 1858. Bright est fait chevalier à Dublin quelques jours plus tard. Bien que largement salué comme une réalisation remarquable, le câble de 1858 cesse de fonctionner après seulement environ un mois de service du fait d'une fabrication hâtive et des tensions de signalisation excessives utilisées par Whitehouse. Charles Bright sort de la débâcle avec sa réputation largement intacte et continue à superviser la pose de câbles réussis en Méditerranée, dans le golfe Persique et dans les Caraïbes.
En 1861, Bright s'associe avec Josiah Latimer Clark et, ensemble, ils introduisent de nombreuses améliorations dans la fabrication, l'essai et le fonctionnement des câbles sous-marins. Ils sont de solides défenseurs de l'établissement d'un système unifié d'unités électriques, et un certain nombre des propositions qu'ils rédigent dans un document présenté à l'Association britannique pour l'avancement des sciences en 1861 sont ensuite reprises par le Comité de l'Association britannique sur les normes électriques et forment les fondements du système d'ohms, d'ampères et de volts encore utilisés aujourd'hui. En 1865, il reçoit la médaille Telford pour un article sur les possibilités de télégraphie sous-marine par câble d'Angleterre en Chine et en Australie.
De 1865 à 1868, Bright est député libéral de Greenwich et, en 1887, il est élu président de la Society of Telegraph Engineers and Electricians (plus tard, l'Institution of Electrical Engineers (en) - Institution des ingénieurs électriciens). Il meurt le 3 mai 1888, à Abbey Wood, près de Londres. Son fils, Charles Bright, est également un ingénieur électricien et un historien du sujet. Il suit les traces de son père. En plus de la technique du câble, il est un pionnier dans l’utilisation de la radio comme appareil de communication sur les navires et les avions.

## Sources
- Edward Brailsford Bright, Charles Bright, The Life Story of the Late Sir Charles Tilston Bright, Civil Engineer - With Which is Incorporated the Story of the Atlantic Cable, and the First Telegraph to India and the Colonies, Cambridge Library Collection, 2 vol., juillet 2012,  (ISBN 9781108052900)